# Otto I. (Baden-Hachberg)

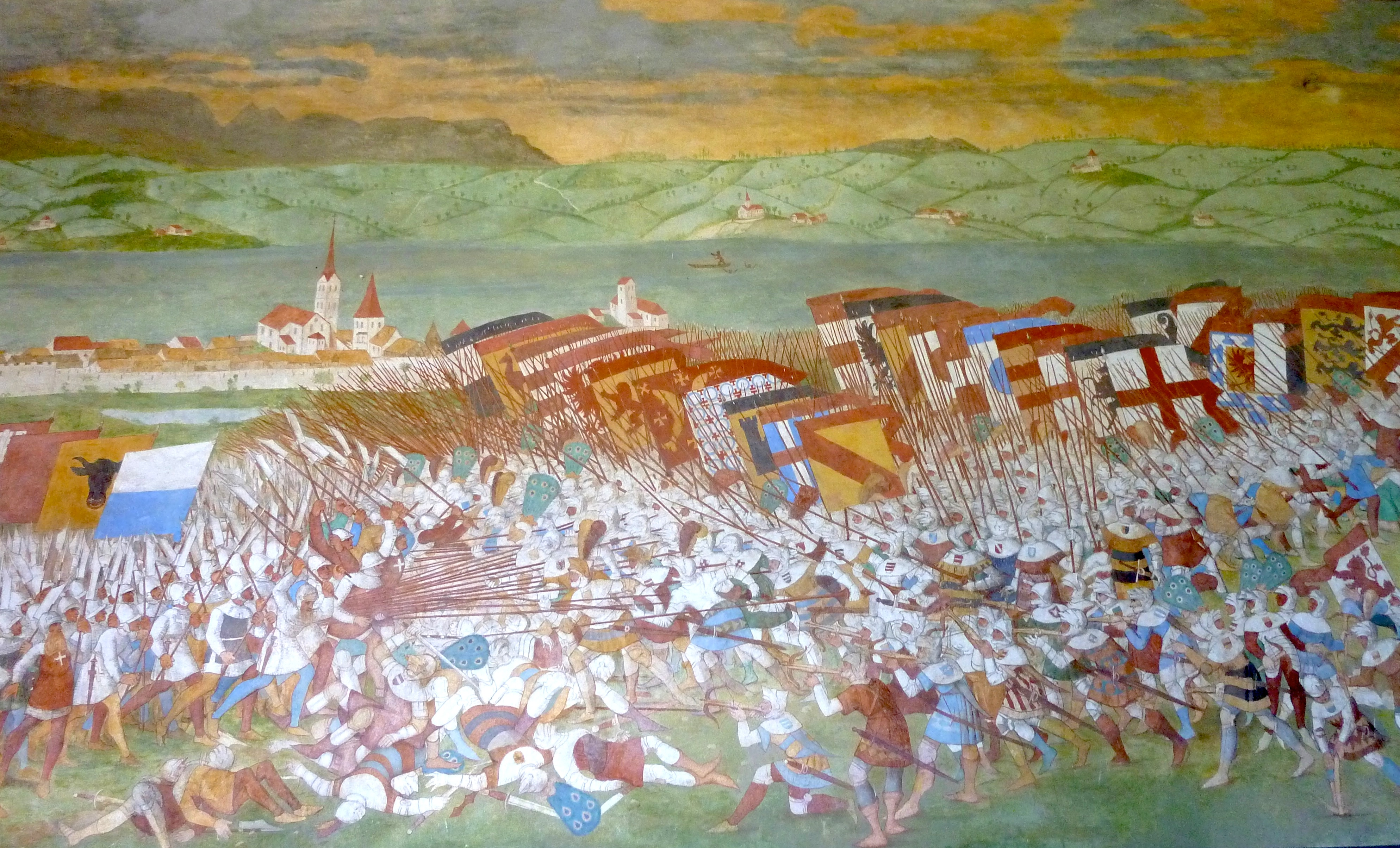
Gemälde in der Kapelle von Sempach – zeigt im Vordergrund das badische Banner Otto I.

Otto I. von Hachberg († 9. Juli 1386 bei Sempach) war von 1369 bis 1386 Markgraf von Baden-Hachberg.

## Leben
Otto von Hachberg stammte aus dem Grafengeschlecht Hachberg, einer Nebenlinie des Hauses Baden. Er war von 1369 bis 1386 regierender Markgraf von Baden-Hachberg.
Sein Vater verpfändete am 11. Juli 1356 Burg und Herrschaft Hachberg an Johann Malterer. Gleichzeitig verlobte er Otto mit dessen Tochter, Elisabeth. So kam Otto wieder in den Besitz von Burg und Herrschaft Hachberg.
Otto fiel am 9. Juli 1386 auf Seiten der Habsburger in der Schlacht bei Sempach. Er zählt zu den wichtigsten Personen, die neben Herzog Leopold III. von Habsburg und Johannes von Ochsenstein im Kloster Königsfelden beigesetzt wurden. Nach seinem Tod wurde die Herrschaft Hachberg im Jahr 1389 zwischen seinen beiden Brüdern Johann und Hesso geteilt.